# Duca di Wellington
Duca di Wellington è un titolo nobiliare dei Pari del Regno Unito che deriva da Wellington (Regno Unito) nel Somerset. Il primo detentore del titolo fu Arthur Wellesley, I duca di Wellington (1769–1852), militare e politico britannico, e generalmente i riferimenti non specificati ulteriormente fanno quasi sempre riferimento a lui. È principalmente famoso per aver sconfitto Napoleone, insieme a Blücher, nella battaglia di Waterloo.

## Storia

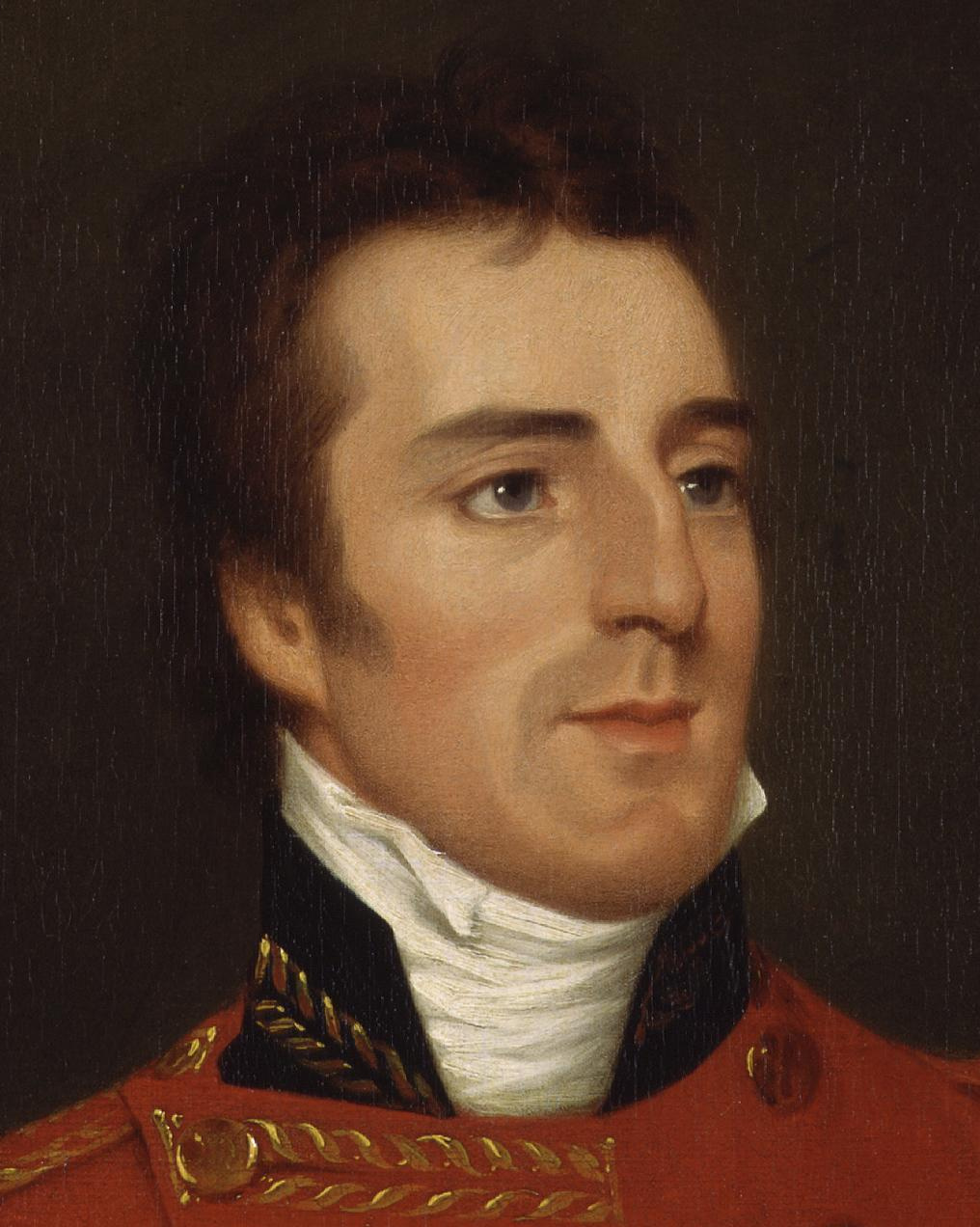
Arthur Wellesley, I duca di Wellington, vincitore della battaglia di Waterloo contro Napoleone Bonaparte

I titoli di duca di Wellington e di marchese Douro furono conferiti ad Arthur Wellesley, primo marchese di Wellington, l'11 maggio 1814. I titoli sussidiari del duca di Wellington sono: marchese di Wellington (1812), marchese Douro (1814), conte di Mornington (1760 - ma ereditato solo dal duca di Wellington nel 1863), conte di Wellington (1812), visconte Wellesley (1760 - ereditato nel 1863), visconte Wellington (1809), barone Mornington (1746 - ereditato anch'esso nel 1863) e barone Douro (1809). La viscontea di Wellesley e la baronia e contea di Mornington appartengono alla nobiltà irlandese, il resto appartengono alla nobiltà britannica.
I duchi di Wellington detengono anche i titoli esteri di principe di Waterloo (Regno Unito dei Paesi Bassi, dal campo di battaglia che successivamente apparterrà al Belgio, 1815), duca di Ciudad Rodrigo (Spagna, 1812), duca di Vitória (Portogallo, 1812), marchese di Torres Vedras (Portogallo, 1812), conte di Vimeiro (Portogallo, 1811). Questi furono conferiti al primo duca come titoli di vittoria, per essersi distinto in servizio come comandante generale della guerra d'indipendenza spagnola (in Spagna e Portogallo) e nella battaglia di Waterloo.
La sede ufficiale familiare è a Stratfield Saye, vicino a Basingstoke, Hampshire. Apsley House a Londra è attualmente posseduta dall'English Heritage, sebbene la famiglia vi mantenga il diritto a un vasto appartamento.

## Lista dei duchi di Wellington (1814)
- Arthur Wellesley, I duca di Wellington (1769-1852), terzo figlio di Garret Wesley, I conte di Mornington
- Arthur Richard Wellesley, II duca di Wellington (1807-1884)
- Henry Wellesley, III duca di Wellington (1846-1900)
- Arthur Charles Wellesley, IV duca di Wellington (1849-1934)
- Arthur Charles Wellesley, V duca di Wellington (1876-1941)
- Henry Valerian George Wellesley, VI duca di Wellington (1912-1943)
- Gerald Wellesley, VII duca di Wellington (1885-1972)
- Arthur Valerian Wellesley, VIII duca di Wellington (1915-2014)
- Charles Wellesley, IX duca di Wellington (n. 1945)

L'erede attuale al titolo è il figlio del nono duca, Arthur Gerald Wellesley, marchese di Duoro (n. 31 gennaio 1978).

## Tavola genealogica della famiglia detentrice
|                     |                     |                                     |                                       |                                       |                                     |                                     |                                    |                                    |
|                     |                     |                                     |                                       | famiglia Wellesley                    |                                     |                                     |                                    |                                    |
|                     |                     |                                     |                                       |                                       |                                     |                                     |                                    |                                    |
|                     |                     |                                     |                                       |                                       |                                     |                                     |                                    |                                    |
|                     |                     |                                     |                                       | Arthur Wellesley, I duca 1769-1852    |                                     |                                     |                                    |                                    |
|                     |                     |                                     |                                       |                                       |                                     |                                     |                                    |                                    |
|                     |                     |                                     |                                       |                                       |                                     |                                     |                                    |                                    |
|                     |                     |                                     | Lord Charles Wellesley 1808-1858      | Lord Charles Wellesley 1808-1858      | Arthur Wellesley, II duca 1807-1884 | Arthur Wellesley, II duca 1807-1884 |                                    |                                    |
|                     |                     |                                     |                                       |                                       |                                     |                                     |                                    |                                    |
|                     |                     |                                     |                                       |                                       |                                     |                                     |                                    |                                    |
|                     |                     | Henry Wellesley, III duca 1846-1900 | Henry Wellesley, III duca 1846-1900   | Arthur Wellesley, IV duca 1849-1934   | Arthur Wellesley, IV duca 1849-1934 |                                     |                                    |                                    |
|                     |                     |                                     |                                       |                                       |                                     |                                     |                                    |                                    |
|                     |                     |                                     |                                       |                                       |                                     |                                     |                                    |                                    |
|                     | Richard 1879-1914   | Richard 1879-1914                   | Gerald Wellesley, VII duca 1885-1972  | Gerald Wellesley, VII duca 1885-1972  | George 1889-1967                    | George 1889-1967                    | Arthur Wellesley, V duca 1876-1941 | Arthur Wellesley, V duca 1876-1941 |
|                     |                     |                                     |                                       |                                       |                                     |                                     |                                    |                                    |
|                     |                     |                                     |                                       |                                       |                                     |                                     |                                    |                                    |
|                     |                     |                                     | Arthur Wellesley, VIII duca 1915-2014 | Arthur Wellesley, VIII duca 1915-2014 |                                     |                                     | Henry Wellesley, VI duca 1912-1943 | Henry Wellesley, VI duca 1912-1943 |
|                     |                     |                                     |                                       |                                       |                                     |                                     |                                    |                                    |
|                     |                     |                                     |                                       |                                       |                                     |                                     |                                    |                                    |
| Richard Gerald 1949 | Richard Gerald 1949 | John Henry 1954                     | John Henry 1954                       | James Christopher Douglas 1964        | James Christopher Douglas 1964      | Charles Wellesley, IX duca 1945     | Charles Wellesley, IX duca 1945    |                                    |
|                     |                     |                                     |                                       |                                       |                                     |                                     |                                    |                                    |
|                     |                     |                                     |                                       |                                       |                                     |                                     |                                    |                                    |
|                     |                     | Gerald Valerian 1981                | Gerald Valerian 1981                  |                                       | Arthur Gerald 1978                  | Arthur Gerald 1978                  | Frederick Charles 1992             | Frederick Charles 1992             |
|                     |                     |                                     |                                       |                                       |                                     |                                     |                                    |                                    |
|                     |                     |                                     |                                       |                                       |                                     |                                     |                                    |                                    |
|                     |                     |                                     |                                       | Arthur Darcy 2010                     | Arthur Darcy 2010                   | Alfred 2014                         | Alfred 2014                        |                                    |